# Programa lunar tripulado de la Unión Soviética

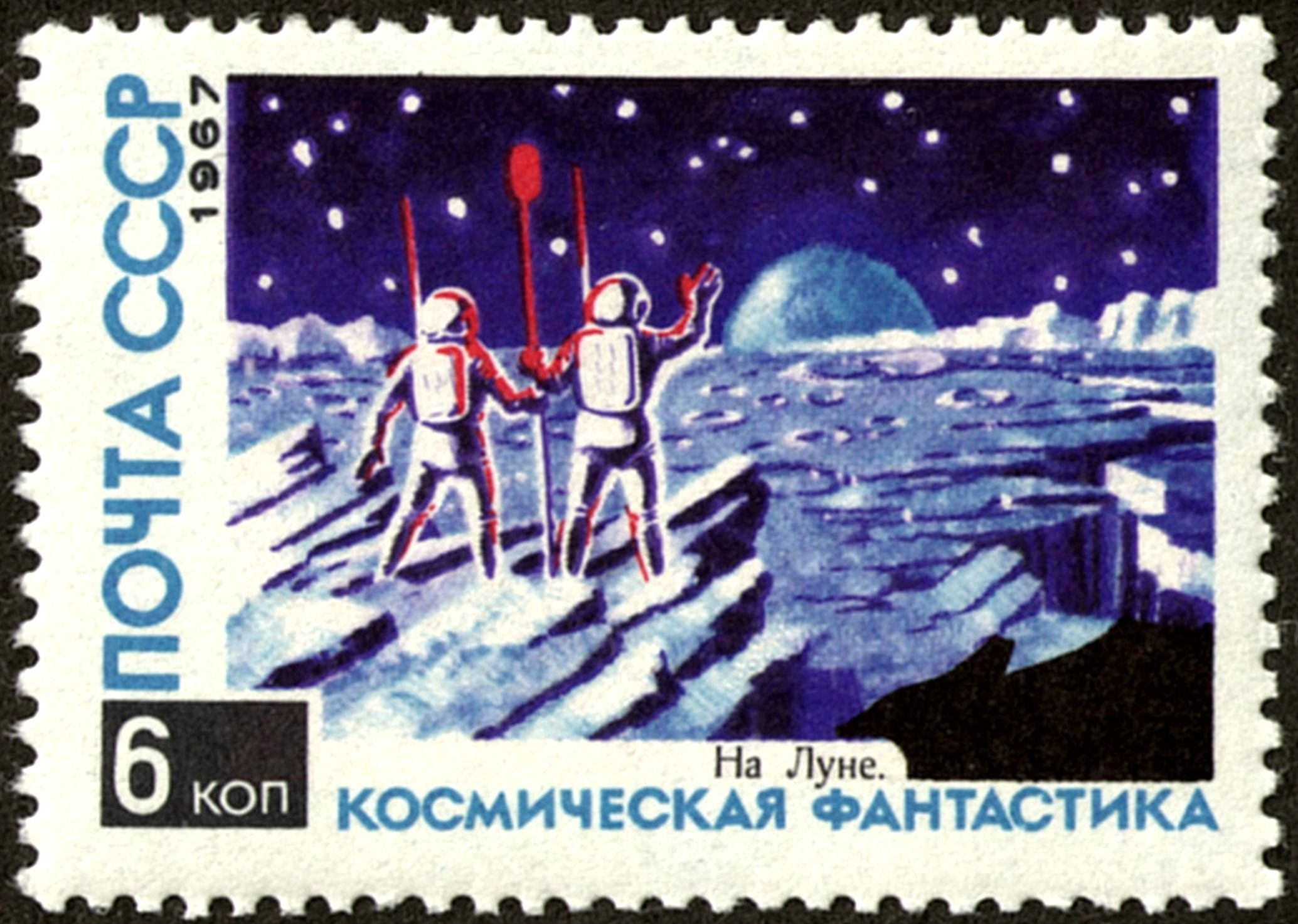
"En La Luna". Sello Postal de la URSS, 1967

Durante la carrera espacial, en medio de la guerra fría se creó el proyecto de exploración tripulada de la Luna en la Unión Soviética, durante los años 1960, principalmente para dar respuesta al Programa Apolo de Estados Unidos.
La Unión Soviética, por entonces negó que estuviese compitiendo o siquiera desarrollando un programa lunar tripulado, no obstante luego se supo que era así.
El programa se basó principalmente en el cohete N1 y los proyectos L1, L2 y L3.

## Estructura
El primer diseño propuesto data de 1961. Serguéi Koroliov inicialmente propuso el concepto de "Complejo Soyuz A-B-C", que se ensamblaría en órbita terrestre, los componentes serían lanzados con cohetes R-7.
Un segundo diseño fue propuesto por Vladímir Cheloméi, usando cohetes UR-500 (posteriormente llamados Protón).
El tercer proyecto, tras el abandono de los dos anteriores, descansaba sobre dos componentes: el vector pesado N-1 LV y el sistema para misiones lunares L-3, compuesto por el orbitador lunar LOK y el módulo de alunizaje LK. Una típica misión a la Luna estaría compuesta por dos cosmonautas, descendiendo solo uno en la misma. El 3 de agosto de 1964, un decreto del gobierno soviético manifestaba por primera vez que el objetivo principal del vector pesado N1 LV era la exploración lunar a través de misiones tripuladas.

## Desarrollo e Historia

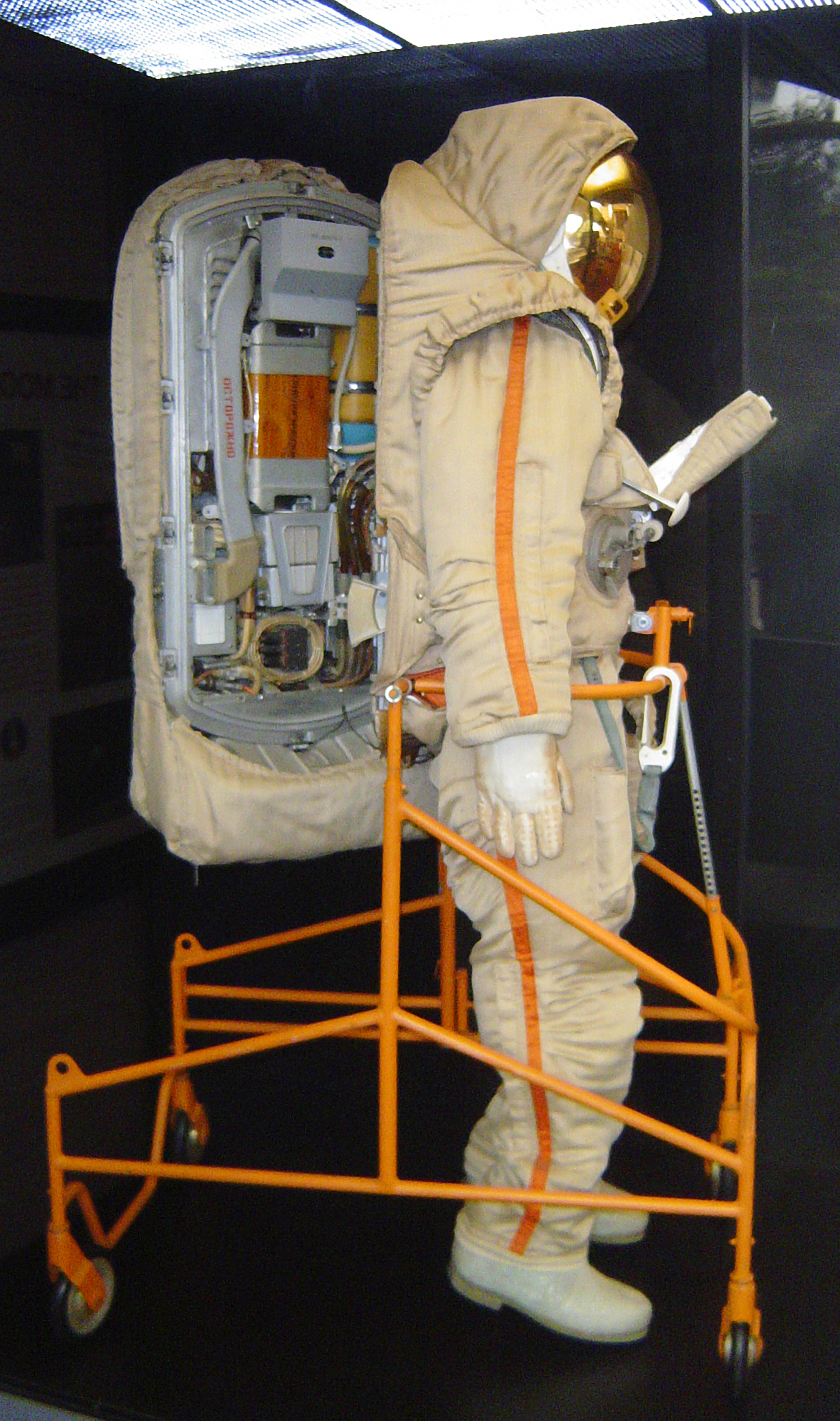
Traje espacial soviético diseñado para el programa lunar tripulado.

El desarrollo del complejo N1-L3 estuvo a cargo de Serguéi Koroliov. Con posterioridad a su fallecimiento en 1966, el trabajo continuó siendo realizado bajo la dirección de su sucesor, Vasily Mishin. Los planes originales de comienzos de los '60, preveían un primer alunizaje entre los años 1967 y 1968, sin embargo el primer lanzamiento del complejo N1-L3 tuvo lugar el 21 de febrero de 1969, y terminó en una explosión a los 68.7 segundos de vuelo.
El segundo se realizó el 3 de julio de 1969, 13 días antes del lanzamiento del Apolo, y fue un terrible fracaso que destruyó todo el complejo y el lanzador, y retrasó el programa varios años.
El tercero, 27 de junio de 1971, también fracasó. En este caso y el siguiente, el sistema L3 sería un "mockup", una maqueta a escala real igual en peso y tamaño.
El cuarto y último lanzamiento del N1-L3 se realizó el 23 de noviembre de 1972. El cohete empleado en esta ocasión era una versión muy modificada, con mayor capacidad de carga, equipado con más de 13 000 sensores para analizar el comportamiento integral del ingenio, y dotado con nuevos sistemas electrónicos de control, telemétricos y radiales, pero 7 segundos antes de la separación de las etapas I y II, la ruptura realmente instantánea de la bomba del oxidante de un motor, provocó un incendio y la destrucción del vector.
Hacia enero de 1973, la inversión realizada en el programa N1-L3 alcanzaba los 3.600 millones de rublos, de los cuales 2400 millones correspondían al desarrollo del vector N1 LV.
El siguiente lanzamiento estaba programado para la segunda mitad de 1974. Hacia el mes de mayo de ese año, y teniendo en cuenta la experiencia ganada en los anteriores lanzamientos, todas las actividades estaban dirigidas a garantizar la supervivencia del cohete.
El programa fue formalmente cancelado por medio de un decreto gubernamental en febrero de 1976, para dar paso al desarrollo del nuevo sistema Energía-Buran, y todos los costos fueron computados como pérdidas. Luego, tanto los cohetes ensamblados -dos completos y cuatro parcialmente ensamblados-, como todos los equipos asociados al programa N1-L3 fueron destruidos. En total, se estima que fueron gastados unos 6.000 millones de rublos.

## Imágenes

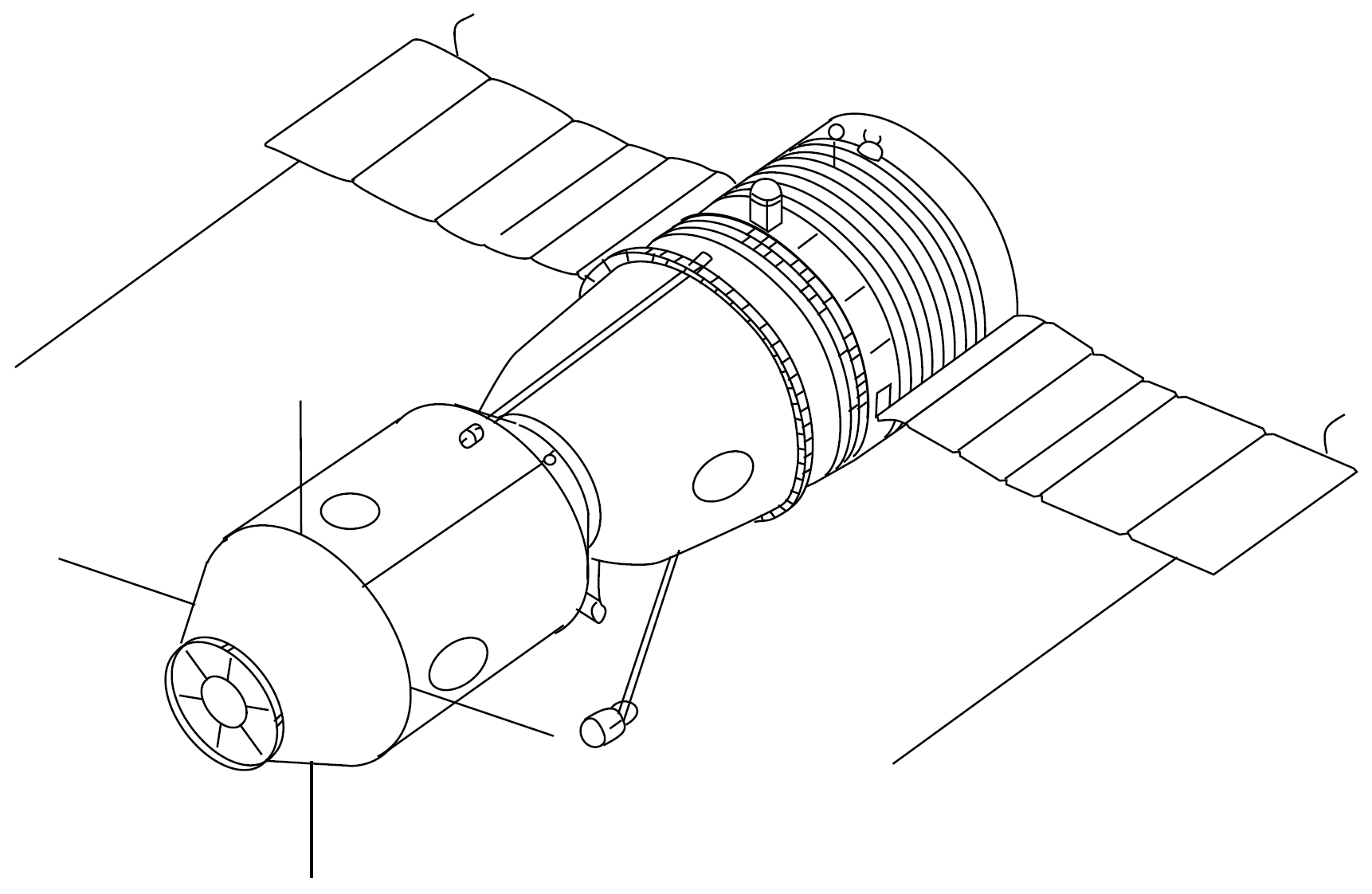
Diseño de la Soyuz-A (1963), que formaría parte del complejo Soyuz A-B-C
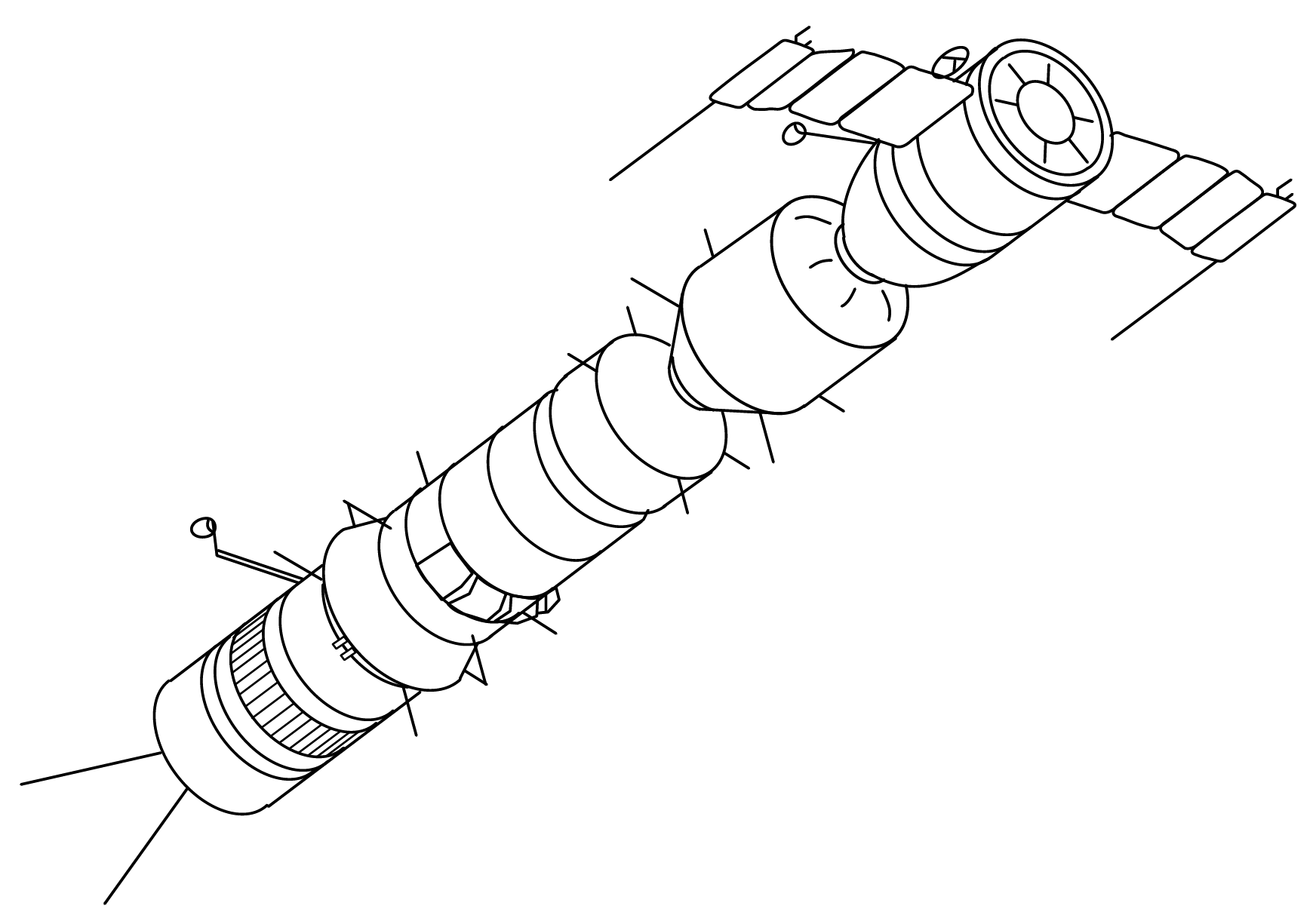
Diseño teórico de la Soyuz A-B-C. El dibujo muestra la Soyuz-A (derecha), Soyuz-B, y Soyuz-C (izquierda)
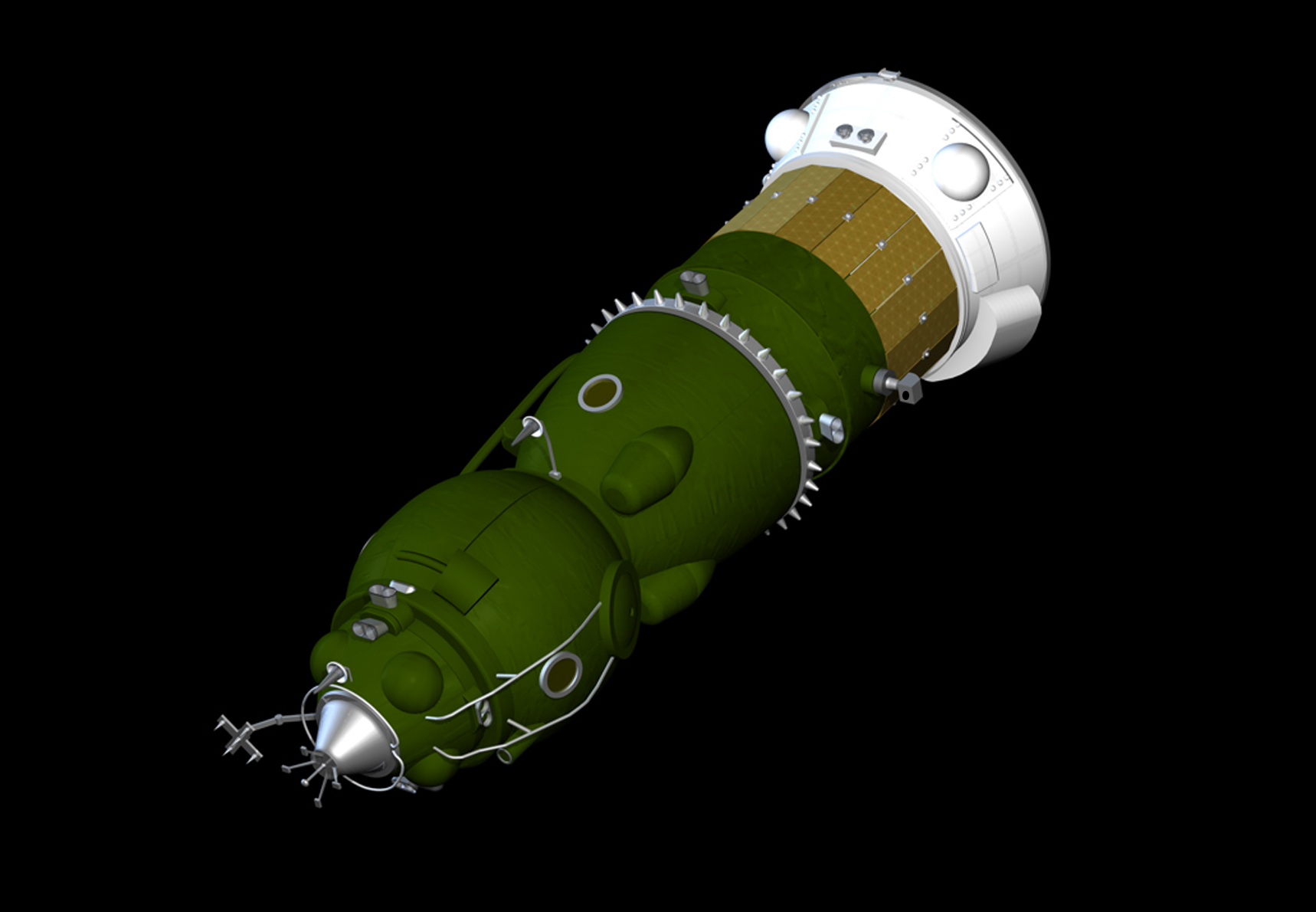
LOK - Lunniy Orbitalny Korabl (L2).
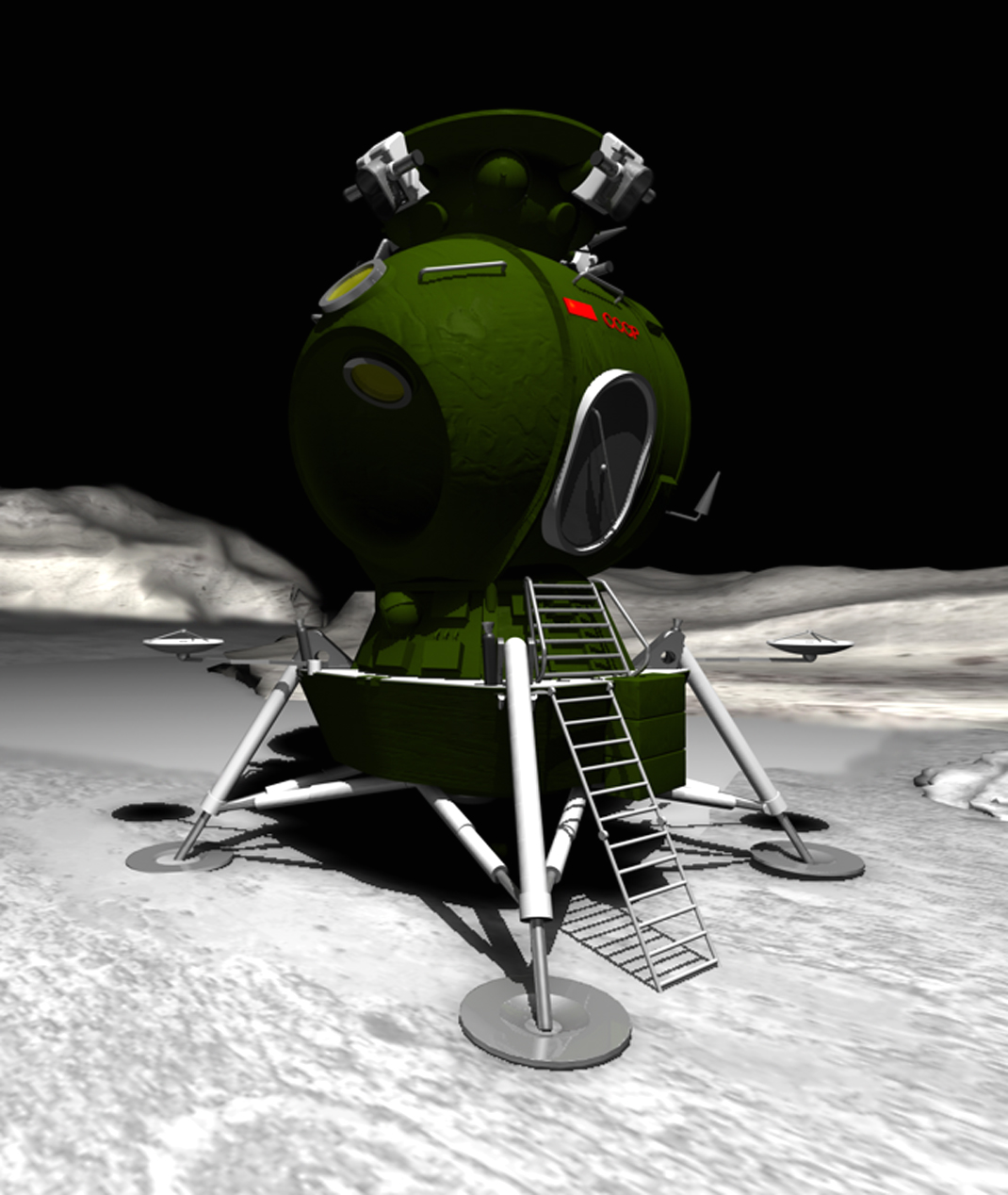
LK - Lunniy Korabl (L3)
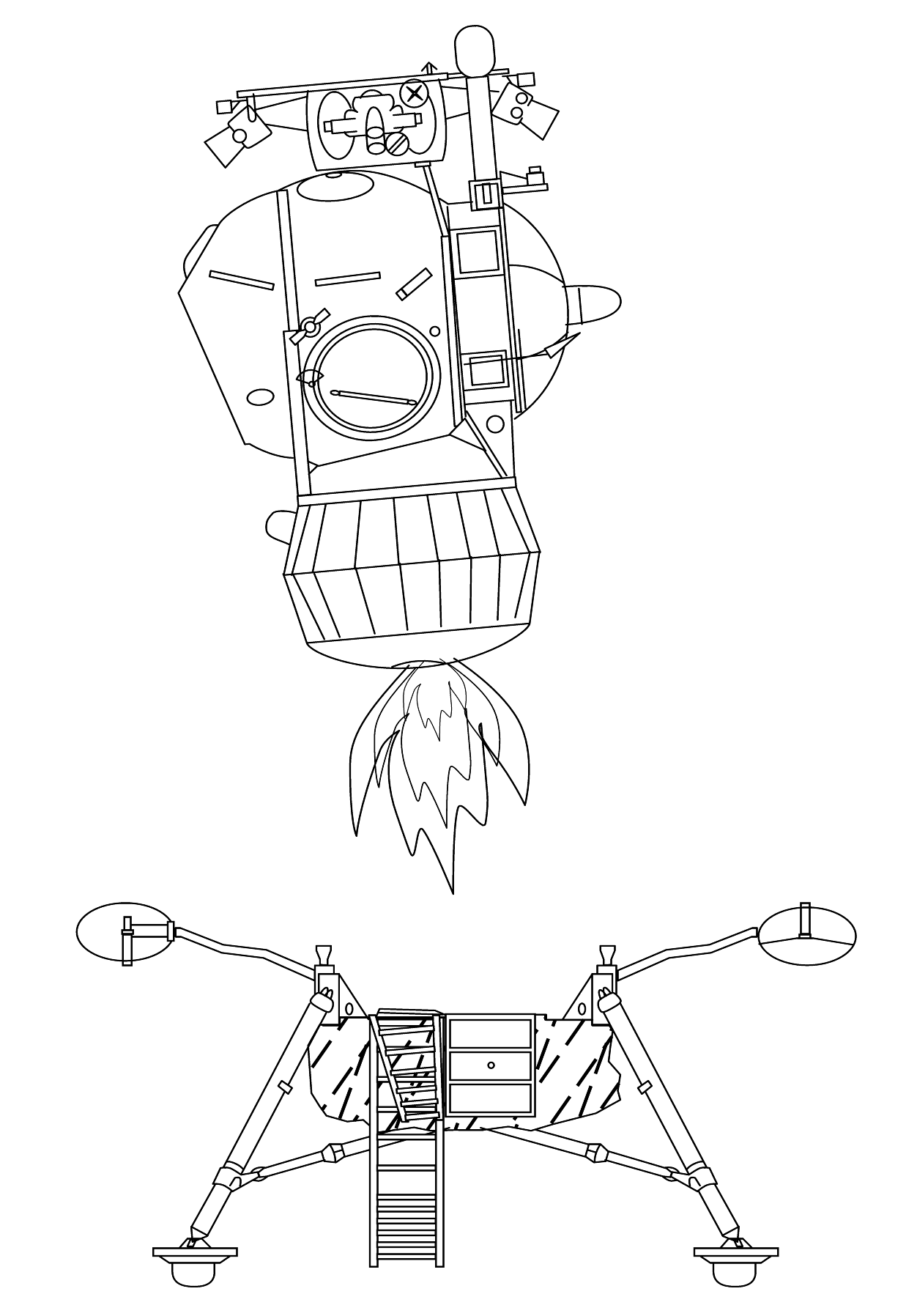
LK - Lunniy Korabl (L3)
Apollo CSM y LOK (dibujos a escala).
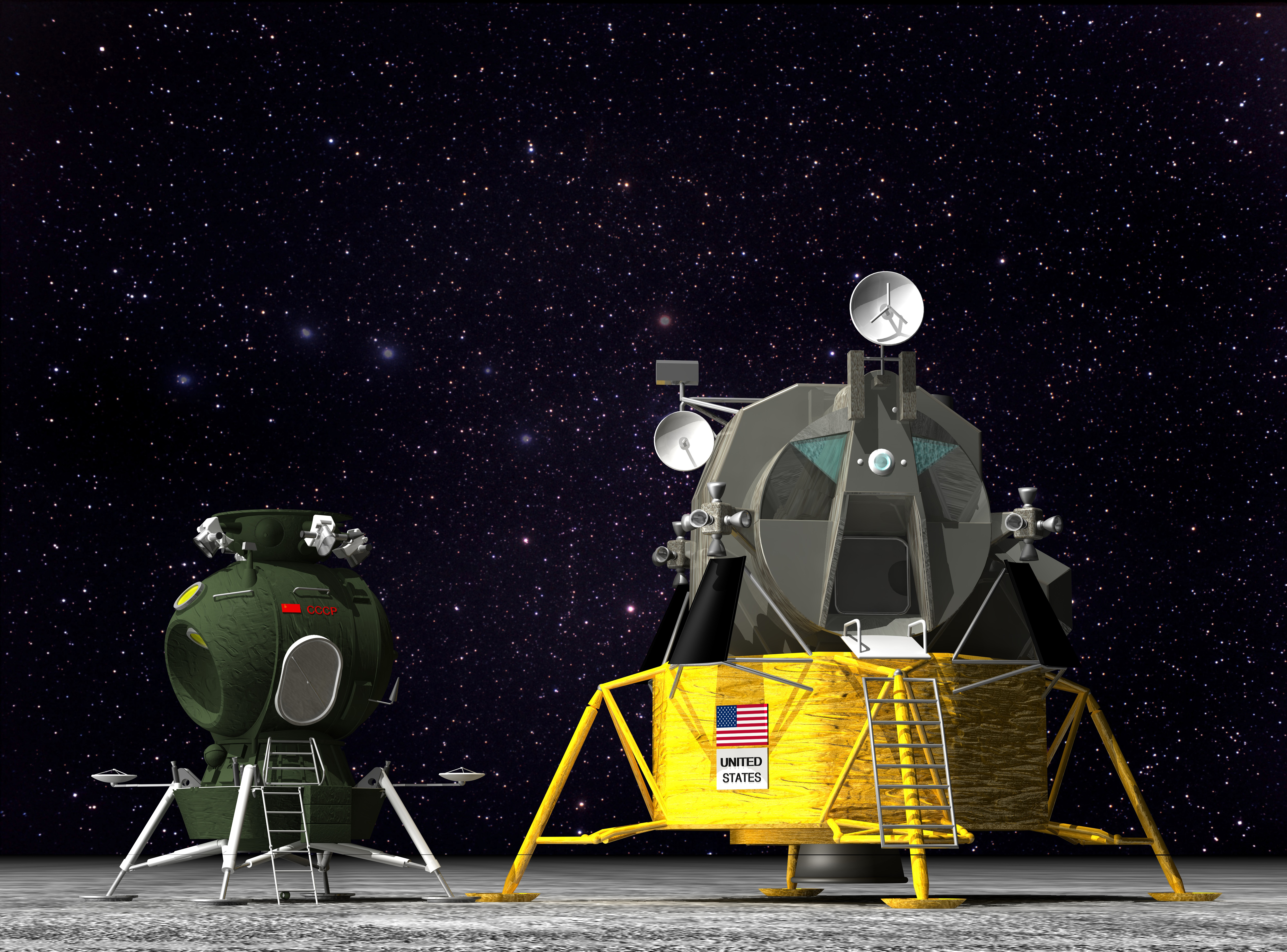
LK y Apollo LM (dibujos a escala).
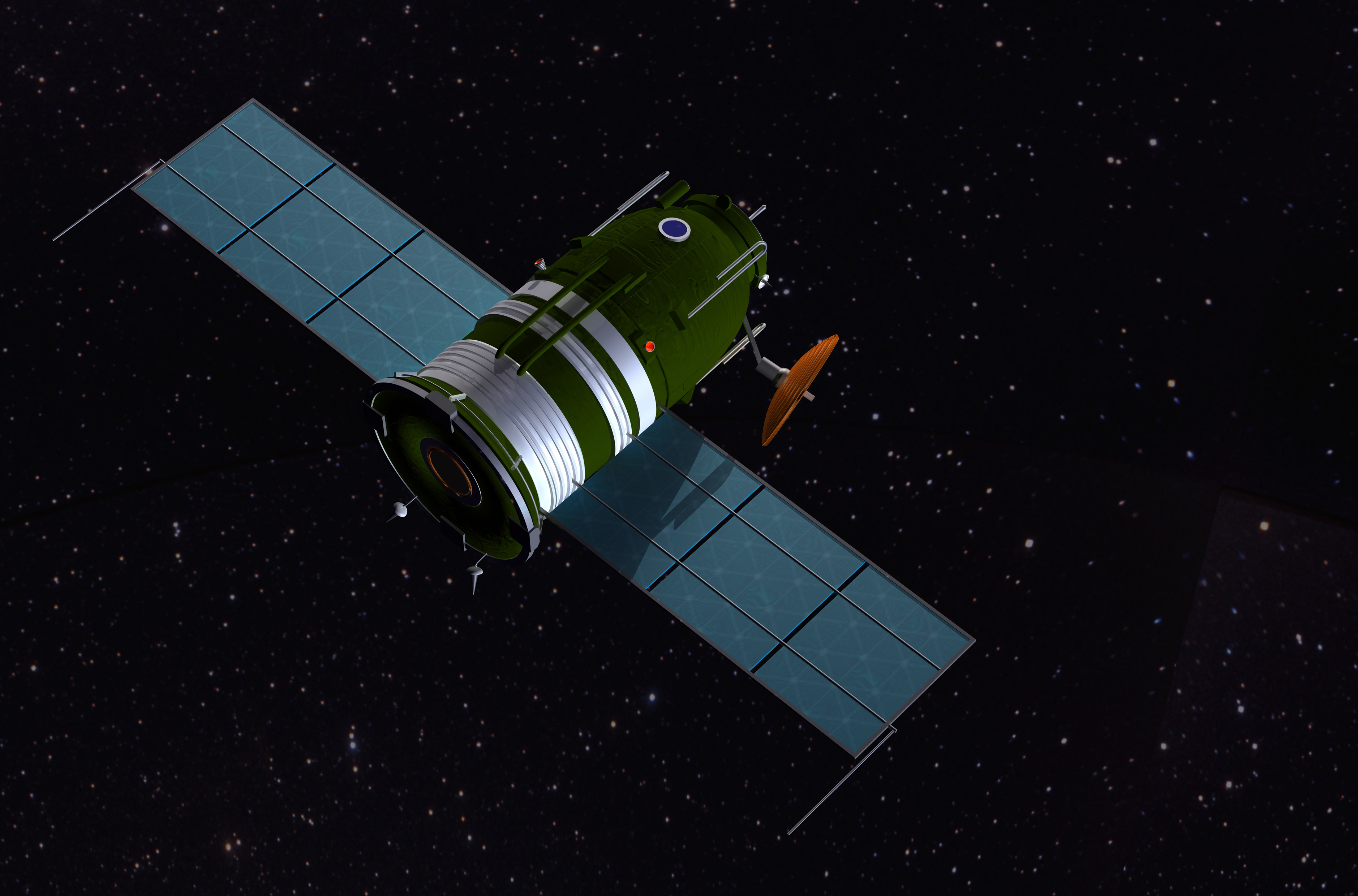
Zond / Nave L1.